# Brezoaele
Brezoaele es una comuna ubicada en el distrito de Dâmbovița, Rumania.

## Superficie
Posee una superficie de 36,61 kilómetros cuadrados.

## Demografía
Hasta 2021 la población era de 3690 habitantes, con una densidad de población de 100,8 habitantes por kilómetro cuadrado.